# Carcarès-Sainte-Croix
Carcarès-Sainte-Croix is een gemeente in het Franse departement Landes (regio Nouvelle-Aquitaine) en telt 434 inwoners (1999). De plaats maakt deel uit van het arrondissement Dax.

## Geografie
De oppervlakte van Carcarès-Sainte-Croix bedraagt 15,8 km², de bevolkingsdichtheid is 27,5 inwoners per km².
De onderstaande kaart toont de ligging van Carcarès-Sainte-Croix met de belangrijkste infrastructuur en aangrenzende gemeenten.

## Demografie
Onderstaande figuur toont het verloop van het inwonertal (bron: INSEE-tellingen).